# 藤沢市立第一中学校
藤沢市立第一中学校（ふじさわしりつ だいいちちゅうがっこう）は、神奈川県藤沢市鵠沼神明五丁目にある公立中学校。

## 概要
1947年（昭和22年）4月1日に施行された学校教育法により設立された。藤沢市中央部、伊勢山（相模野台地）の南側の湘南砂丘地帯にあって、東海道五十三次の藤沢宿の西側に位置する。神奈川県立湘南高等学校のすぐ隣に位置する。
通称は藤沢一中。
2003年（平成15年）からアメリカ合衆国インディアナ州インディアナポリスのオーチャード・スクール (The Orchard School) と国際交流が行われている。
修学旅行で長野県へファームステイをしていた時代がある。

## 沿革
- 1933年（昭和08年）11月14日 - 藤沢町立[注釈 1]藤沢高等小学校（旧制）開校[4]
- 1941年（昭和16年）4月1日 - 藤高国民学校に改称[4]
- 1947年（昭和22年）4月30日 - 旧･藤高国民学校の校舎を使用[注釈 2]、松川昇太郎初代校長就任[5]
- 1947年（昭和22年）5月5日  - 開校[5]
- 1950年（昭和25年）3月20日 - 校歌制定（作詞 : 土岐善麿、作曲 : 平井康三郎）[5]
- 1959年（昭和34年）7月 - 講堂落成
- 1964年（昭和39年）5月23日 - 第一校舎落成[5][注釈 3]
- 1965年（昭和40年）
  - 1月20日 - 火災発生、旧校舎一棟焼失[4]
  - 11月18日 - 第二校舎落成[5]
- 1968年（昭和43年）2月29日 - 第二校舎西側（理科室、技術室、家庭科室）落成[5]
- 1970年（昭和45年）7月3日 - 体育館落成[5]
- 1973年（昭和48年）8月23日 - プール落成[5]
- 1976年（昭和51年）4月1日 - 特別指導学級開設[5]
- 1978年（昭和53年）3月5日 - 第三校舎落成[5]
- 1980年（昭和55年）5月13日 - 部室棟落成[5]
- 1984年（昭和59年）
  - 1月31日 - 図書館落成[5]
  - 4月3日 - 大清水中学校新設に伴い学区の一部を分離[5]
- 1990年（平成02年）10月9日 - テニスコート、バレーコート完成[5]
- 2004年（平成16年）4月1日 - 二学期制開始[6]
- 2009年（平成21年）3月末 - 新校舎完成[6][注釈 4]

## 進学前小学校
- 藤沢市立藤沢小学校（一部は藤沢市立大清水中学校・藤沢市立藤ヶ岡中学校へ）
- 藤沢市立鵠沼小学校（一部は藤沢市立鵠沼中学校へ）
- 藤沢市立本町小学校（一部は藤沢市立大清水中学校へ）
- 藤沢市立大越小学校（一部は藤沢市立善行中学校へ）

## 所在地情報
所在地
- 神奈川県藤沢市鵠沼神明五丁目10番9号

交通
- 小田急江ノ島線藤沢本町駅より徒歩8分。

## 著名な出身者
- 青木勇人[11]（プロバスケットボール選手） - 1989年卒業
- 阿部昭（小説家）
- 石原広教[12]（サッカー選手）
- 高木駿[13]（サッカー選手）
- 立石諒[14]（元競泳選手、ロンドン五輪銅メダリスト）
- 水戸将史（参議院議員）